# Снежная королева
«Снежная королева» (дат. Snedronningen) — сказка Ханса Кристиана Андерсена в 7 главах («рассказах», в советском переводе — «историях»), впервые опубликованная 21 декабря 1844 года в томе «Новые сказки. Первый том. Вторая коллекция. 1845.» (дат. Nye Eventyr. Første Bind. Anden Samling. 1845.). Это одна из самых длинных и самых популярных сказок Андерсена. Согласно биографу Кэрол Роузен, прототипом Снежной Королевы с её холодным сердцем стала неразделённая любовь Андерсена к оперной певице Енни Линд.

## Сюжет

### Рассказ первый. Зеркало и его осколки
Злобный тролль изготавливает зеркало, в котором всё доброе кажется злым, а злое только ярче бросается в глаза. Однажды ученики тролля взяли это зеркало и бегали с ним повсюду, ради потехи наводя его на людей, а напоследок решили добраться и до неба, «чтобы посмеяться над ангелами и самим Творцом».

Чем выше поднимались они, тем сильнее кривлялось и корчилось зеркало от гримас; они еле-еле удерживали его в руках. Но вот они поднялись ещё, и вдруг зеркало так перекосило, что оно вырвалось у них из рук, полетело на землю и разбилось вдребезги. Миллионы, миллиарды его осколков наделали, однако, ещё больше бед, чем самое зеркало. Некоторые из них были не больше песчинки, разлетелись по белу свету, попадали, случалось, людям в глаза и так там и оставались. Человек же с таким осколком в глазу начинал видеть всё навыворот или замечать в каждой вещи одни лишь дурные стороны — ведь каждый осколок сохранял свойство, которым отличалось самое зеркало. Некоторым людям осколки попадали прямо в сердце, и это было хуже всего: сердце превращалось в кусок льда. Были между этими осколками и большие, такие, что их можно было вставить в оконные рамы, но уж в эти окна не стоило смотреть на своих добрых друзей. Наконец, были и такие осколки, которые пошли на очки, только беда была, если люди надевали их с целью смотреть на вещи и судить о них вернее! А злой тролль хохотал до колик, так приятно щекотал его успех этой выдумки.
Оригинальный текст (датск.)Jo høiere de fløi med Speilet, des stærkere grinede det, de kunde neppe holde fast paa det; høiere og høiere fløi de, nærmere Gud og Englene; da zittrede Speilet saa frygteligt i sit Griin, at det foer dem ud af Hænderne og styrtede ned mod Jorden, hvor det gik i hundrede Millioner, Billioner og endnu flere Stykker, og da just gjorde det megen større Ulykke end før; thi nogle Stykker vare knap saa store som et Sandkorn, og disse fløi rundt om i den vide Verden, og hvor de kom Folk i Øinene, der bleve de siddende, og da saae de Mennesker Alting forkeert, eller havde kun Øine for hvad der var galt ved en Ting, thi hvert lille Speilgran havde beholdt samme Kræfter, som det hele Speil havde; nogle Mennesker fik endogsaa en lille Speilstump ind i Hjertet, og saa var det ganske grueligt, det Hjerte blev ligesom en Klump Iis. Nogle Speilstykker vare saa store, at de bleve brugte til Rudeglas, men gjennem den Rude var det ikke værd at see sine Venner; andre Stykker kom i Briller, og saa gik det daarligt, naar Folk toge de Briller paa for ret at see og være retfærdige; den Onde loe, saa hans Mave revnede, og det kildede ham saa deiligt.

### Рассказ второй. Мальчик и девочка
Кай и Герда, мальчик и девочка из бедных семей — не родственники, но любят друг друга, как брат и сестра. Под крышей у них есть свой садик «побольше цветочного горшка», где они разводят розы. Зимой в садике, правда, не поиграешь, поэтому они ходят друг к другу в гости.

Летом они одним прыжком могли очутиться в гостях друг у друга, а зимою надо было сначала спуститься на много-много ступеней вниз, а затем подняться на столько же вверх. На дворе перепархивал снежок.

— Это роятся белые пчёлки! — говорила старушка-бабушка.

— А у них тоже есть королева? — спрашивал мальчик; он знал, что у настоящих пчёл есть такая.

— Есть! — отвечала бабушка. — Снежинки окружают её густым роем, но она больше их всех и никогда не остаётся на земле — вечно носится на чёрном облаке. Часто по ночам пролетает она по городским улицам и заглядывает в окошки; вот оттого-то они и покрываются ледяными узорами, словно цветами.
Оригинальный текст (датск.)Om Sommeren kunde de i eet Spring komme til hinanden, om Vinteren maatte de først de mange Trapper ned og de mange Trapper op; ude fygede Sneen.
“Det er de hvide Bier, som sværme,” sagde den gamle Bedstemoder.
“Har de ogsaa en Bidronning?” spurgte den lille Dreng, for han vidste, at imellem de virkelige Bier er der saadan een.
“Det har de!” sagde Bedstemoderen. “Hun flyver der, hvor de sværme tættest! hun er størst af dem alle, og aldrig bliver hun stille paa Jorden, hun flyver op igjen i den sorte Sky. Mangen Vinternat flyver hun gjennem Byens Gader og kiger ind af Vinduerne, og da fryse de saa underligt, ligesom med Blomster.”

Проходит некоторое время. Летом Кай с Гердой сидят в своём садике среди роз — и тут в глаз Кая попадает осколок дьявольского зеркала. Его сердце становится чёрствым и «ледяным»: он смеётся над бабушкой и издевается над Гердой. Красота цветов его больше не трогает, но он восхищается снежинками с их математически идеальными формами («ни единой неправильной линии»). Однажды он идёт кататься на санках и из баловства привязывает свои, детские, к роскошно украшенным «взрослым» саням. Неожиданно они разгоняются — быстрее, чем он мог себе представить, взмывают в воздух и мчатся прочь: его забрала с собой Снежная королева.

### Рассказ третий. Цветник женщины, умевшей колдовать
Герда отправляется на поиски Кая. В своих странствиях она встречает чародейку, которая впускает её к себе переночевать и в итоге решает оставить у себя, чтобы сделать своей приёмной дочерью. Она наводит на Герду чары, из-за которых последняя забывает о своём названом брате, и волшебством прячет под землю все розы у себя в саду, чтобы они ненароком не напомнили героине о садике на крыше, принадлежащем ей и Каю. Но убрать розы со своей шляпы она забывает.
Однажды эта шляпа попадается Герде на глаза. Последняя вспоминает всё и начинает плакать. Там, куда стекают её слёзы, расцветают спрятанные волшебницей розы. Герда расспрашивает их:

Верите ли вы тому, что он умер и не вернётся больше?
Оригинальный текст (датск.)Troer I at han er død og borte?

Получив отрицательный ответ, она понимает, что Кая ещё можно спасти, и пускается в путь.

### Рассказ четвёртый. Принц и принцесса
Покинув сад волшебницы, где царит вечное лето, Герда видит, что на самом деле уже давно наступила осень, и решает поторопиться. В пути она встречает ворона, который живёт со своей невестой при дворе здешнего короля. Из разговора с ним она делает вывод, что жених принцессы, явившийся из неведомых краёв — это Кай, и уговаривает ворона отвести её во дворец посмотреть на него. Становится ясно, что она ошиблась; но принцесса и её жених, выслушав рассказ Герды о её злоключениях, жалеют её и дарят ей «и башмаки, и муфту, и чудесное платье», и золотую карету, чтобы она побыстрее нашла Кая.

### Рассказ пятый.Маленькая разбойница
В дороге на карету нападают разбойники. Они убивают форейторов, кучера и слуг, а также забирают себе карету, лошадей и дорогие одежды Герды. Сама же Герда достаётся в товарки маленькой разбойнице, дочке предводительницы местной шайки — невоспитанной, жадной и упрямой, но по сути — одинокой. Та устраивает её в своём зверинце; девочка рассказывает хозяйке свою историю, и последняя проникается и знакомит её с северным оленем — гордостью зверинца. Он рассказывает Герде о своей далёкой родине, где правит Снежная королева:

Там прыгаешь себе на воле по бескрайним сверкающим ледяным равнинам! Там раскинут летний шатёр Снежной королевы, а постоянные её чертоги — у Северного полюса, на острове Шпицберген!
Оригинальный текст (датск.)Der springer man frit om i de store skinnende Dale! Der har Sneedronningen sit Sommertelt, men hendes faste Slot er oppe mod Nordpolen, paa den Ø, som kaldes Spitsberg!

Герда догадывается, что именно Снежная королева держит Кая у себя, и, с разрешения маленькой разбойницы, пускается в путь на северном олене.

### Рассказ шестой. Лапландка и финка
В пути Герда с оленем ночуют у гостеприимной лапландки, которая, выслушав их историю, советует путешественникам побывать у ведуньи-финки. Олень, последовав её словам, едет с Гердой к финке и просит у неё для девочки «питья, которое бы дало ей силу двенадцати богатырей». В ответ финка говорит, что Герде такое питьё и не потребуется: «сила — в её милом, невинном детском сердечке». Простившись с финкой, Герда с оленем доезжают до царства Снежной королевы. Там они расстаются — дальше девочка должна идти сама.

### Рассказ седьмой. Что происходило в чертогах Снежной королевы и что случилось потом
Несмотря на все препятствия, Герда добирается до дворца Снежной королевы и застаёт Кая в одиночестве: он пытается сложить из осколков льда слово «вечность» — такое задание предложила ему перед уходом королева (по её словам, если он сумеет это сделать, он будет «сам себе господин», и она подарит ему «весь свет и пару новых коньков»). Сперва он не может понять, кто она такая, но потом Герда поёт ему их любимый псалом:

Розы цветут… Красота, красота!

Скоро узрим мы младенца Христа.
Оригинальный текст (датск.)Roserne voxe i Dale,
Der faae vi Barn-Jesus i Tale!

Кай вспоминает её, и льдинки от радости сами собой складываются в нужное слово. Теперь Кай — сам себе хозяин. Названые брат с сестрой возвращаются домой, и выясняется, что они уже взрослые.

## Цензура
В советских детских изданиях сказки, в соответствии с цензурой, были пропущены христианские мотивы:
- Псалом с упоминанием роз и Христа, который поют Кай и Герда во второй и седьмой главах.
- Молитва «Отче наш», с помощью которой Герда в конце шестой главы сумела утихомирить ледяные ветры.
- Бабушка, читающая Евангелие (Мф. 18:3) в конце сказки[2].
- При этом в издании "Сказки и истории" издательства "Московский рабочий" (составление и редакция перевода А. Мироновой), 1956 г., в сказке "Снежная королева" есть и псалом с упоминанием роз и Христа, и молитва "Отче наш"", и бабушка, читающая Евангелие.

## Параллели в народных сказках
В скандинавском фольклоре встречаются упоминания о Ледяной деве, воплощении зимы и смерти (позднее этот образ разрабатывался многими детскими писателями, в частности, Туве Янссон в «Волшебной зиме»). Рассказывают, будто последними словами отца Андерсена были: «Вот идёт Ледяная Дева и она пришла ко мне». Аналогичные персонажи известны многим народам — в Японии это Юки-онна, в славянской традиции, возможно — Мара-Марена. Интересно, что у самого Андерсена есть ещё и сказка «Дева льдов».

## Экранизации и использование сказки как литературной основы

### Экранизации
- Снежная королева (мультфильм, 1957).
- Снежная королева (фильм, 1966).
- Сказка странствий (фильм с использованием мотивов сказки, 1982).
- Снежная королева (фильм, 1986).
- Тайна Снежной королевы (фильм, 1986).
- Снежная королева (мультфильм, 1987) (Чехословакия).
- Снежная королева (мультфильм, 1995)[4].
- Месть Снежной королевы (мультфильм, 1996)[5].
- Снежная королева (фильм, 2002).
- Снежная королева (мюзикл, 2003).
- Снежная королева (аниме, 2005).
- Снежная королева (фильм, 2007)[6].
- Снежная королева (мультфильм, 2012).
- Холодное сердце (мультфильм, 2013, вдохновлён сказкой Х. К. Андерсена)
- Снежная королева (фильм, 2014).
- Тайна Снежной королевы (фильм, 2015)[7].
- Снежная королева 2: Перезаморозка (мультфильм, 2015).
- Снежная королева 3: Огонь и лёд (мультфильм, 2016).
- Снежная королева 4: Зазеркалье (мультфильм, 2019)[8].
- Снежная королева 5: Разморозка (мультфильм, 2023).

### Опера
- Сергей Баневич. «История Кая и Герды»[9].

### Балет
- «Снежная королева» (хор. Кеннет Грив комп. Туомас Кантелинен).

### Переработки сказки
- В 1938 году Евгением Шварцем была написана пьеса «Снежная королева» по мотивам сказки Х. К. Андерсена[10].
- В 1980 году вышел научно-фантастический роман «Снежная королева» американской писательницы Джоан Виндж по мотивам сказки Андерсена.
- В 2019 году Национальную театральную премию России «Золотая маска» получил спектакль Яны Туминой в театре «Особняк» «Комната Герды», основанный на вольной интерпретации сказки Андерсена[11].

### Музыкальные клипы
- Кай Метов «На сердце грусть» (1998)[12]
- Ирина Аллегрова «Свадебные цветы» (2009)[13]

### Песни
- Инструкция по выживанию «Герда», альбом «Религия сердца» (1994)

## Иллюстрации
Иллюстрации к сказке создавали лучшие зарубежные и российские художники:
- Вильгельм Передсен (1849)
- Эдмунд Дюлак (1911)
- Артур Рэкем (1932)
- Валерий Алфеевский (1987)
- Владислав Ерко (2000)
- Ника Гольц (2006)